# Inside Out (filme de 2015)
Inside Out (bra: Divertida Mente; prt: Divertida-Mente) é um filme de animação dos gêneros comédia dramática e infantil estadunidense de 2015 produzido pela Pixar Animation Studios e lançado pela Walt Disney Pictures.
Dirigido e co-escrito por Pete Docter, o filme se passa na mente de uma menina, Riley Andersen (Kaitlyn Dias), onde cinco emoções — Alegria (Amy Poehler), Tristeza (Phyllis Smith), Medo (Bill Hader), Raiva (Lewis Black) e Nojinho (Mindy Kaling) — tentam conduzir sua vida quando ela se muda com seus pais (Diane Lane e Kyle MacLachlan) para uma nova cidade. O longa-metragem foi co-dirigido e co-escrito por Ronnie del Carmen e produzido por Jonas Rivera, com trilha sonora composta por Michael Giacchino.
Docter começou a desenvolver Inside Out em 2009, após perceber mudanças na personalidade de sua filha desde seu nascimento. Os produtores do filme consultaram inúmeros psicólogos, incluindo Dacher Keltner, da Universidade da Califórnia, em Berkeley, que ajudou a revisar a história, enfatizando os aspectos neuropsicológicos que as emoções humanas são espelhadas, na diplomacia interpessoal e podem ser significavelmente moderadas por eles.
Depois de estrear no Festival de Cannes, em maio, Inside Out foi lançado nos circuitos internacionais em 19 de junho de 2015, como de praxe nos filmes da Pixar, sendo acompanhado pelo curta-metragem Lava, dirigido por James Ford Murphy. Os críticos elogiaram as performances vocais originais. A versão brasileira, também teve uma boa recepção da crítica especializada, sendo classificada como uma das melhores adaptações da Disney dos últimos tempos. A animação arrecadou mais de 858 milhões de dólares, tornando-se o filme de quinta maior bilheteria de 2015, a animação de maior bilheteria de 2015, a quarta maior bilheteria da Pixar, o nono filme de maior bilheteria lançado pela Disney, a décima quinta animação de maior bilheteria de todos os tempos, e o 75.º filme de maior bilheteria de todos os tempos. Inside Out venceu o Oscar de Melhor Filme de Animação e também foi nomeado para o Oscar de Melhor Roteiro Original, em 2016.

## Elenco
| Personagem                          | Dublagem original | Dublagem brasileira | Dublagem portuguesa |
| ----------------------------------- | ----------------- | ------------------- | ------------------- |
| Alegria                             | Amy Poehler       | Miá Mello           | Carla García        |
| Tristeza                            | Phyllis Smith     | Katiuscia Canoro    | Custódia Gallego    |
| Nojinho                             | Mindy Kaling      | Dani Calabresa      | Bárbara Lourenço    |
| Medo                                | Bill Hader        | Otaviano Costa      | João Baião          |
| Raiva                               | Lewis Black       | Leo Jaime           | Nuno Pardal         |
| Bing Bong                           | Richard Kind      | Fábio de Castro     | Nuno Markl          |
| Riley Elphaba Andersen              | Kaitlyn Dias      | Isabella Guarnieri  | –                   |
| Jill O'Riley-Andersen               | Diane Lane        | Silvia Goiabeira    | –                   |
| Bill Andersen                       | Kyle MacLachlan   | Luiz Laffey         | –                   |
| Raiva de Bill                       | Pete Docter       | Marcelo Pissardini  | Nuno Homem de Sá    |
| Esquecedora Paula                   | Paula Poundstone  | Lúcia Helena        | –                   |
| Esquecedor Bobby                    | Bobby Moynihan    | César Emilio        | –                   |
| Diretora dos Sonhos e Raiva de Jill | Paula Pell        | Lúcia Helena        | –                   |
| Guarda Frank                        | Dave Goelz        | Francisco Júnior    | –                   |
| Guarda Dave                         | Frank Oz          | Carlos Campanile    | –                   |

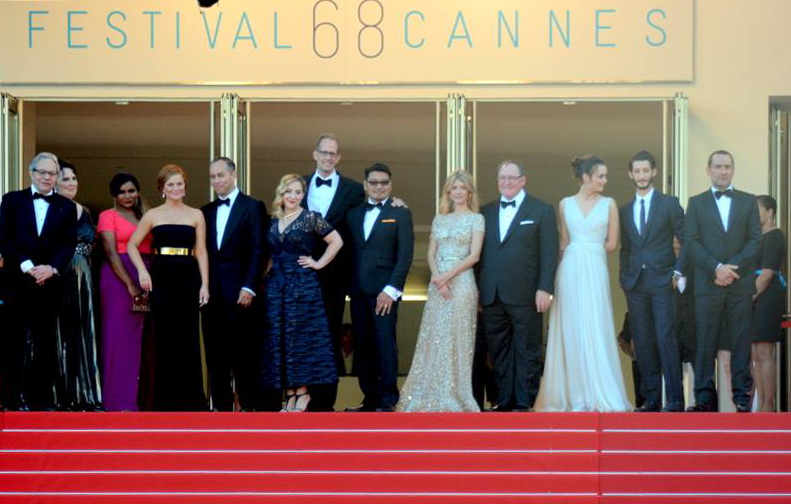
Diretor e elenco inglês e francês de Inside Out, no Festival de Cannes 2015.

Vários dos criadores do filme também contribuíram com suas vozes, incluindo o diretor Pete Docter e o co-diretor Ronnie del Carmen. Na versão portuguesa, o elenco suplementar foi composto por João Baião, Diogo Infante, Bárbara Lourenço e Paula Lobo Antunes.

## Produção

### Desenvolvimento
Quando tinha 11 anos de idade, o diretor Pete Docter se mudou com sua família para Dinamarca, onde teve que fazer novos amigos, frequentar uma nova escola e lidar com um novo idioma. Enquanto outras crianças estavam interessadas em esportes, Docter sentindo-se sozinho, se refugiava em desenhos, hobby que eventualmente o levou a animação. Seu mau rendimento social terminou no ensino médio.
No final de 2009, Docter notou que sua filha pré-adolescente, Elie, exibiu uma timidez semelhante. "Quando era uma criancinha, ela era bem engraçada e animada, mas com 11 anos começou a mudar muito. Essas ideias se complementaram para eu pensar e fazer o filme", disse ele. Ele imaginou o que acontece na mente humana, quando as emoções assumem. Vendo isso, começou a pesquisar informações sobre a mente, juntamente com o produtor Jonas Rivera e Ronnie del Carmen, um diretor secundário. Eles consultaram Paul Ekman, um notório psicólogo estadunidense que estuda as emoções, e Dacher Keltner, professor de psicologia na Universidade da Califórnia, em Berkeley. Desde o início de sua carreira, Ekman tinha identificado seis emoções principais — raiva, medo, tristeza, nojo, alegria e surpresa. Docter considerou surpresa e medo muito semelhante, o que o deixou com cinco emoções para construir o enredo.
O grande sucesso de Up (2009) encorajou Docter a apresentar suas ideias à Pixar e abriu a possibilidade de criar outro filme com uma história mais sofisticada. Inside Out é o primeiro filme da Pixar sem a participação do co-fundador e ex-CEO da Apple, Steve Jobs, falecido em 2011.

## Recepção

### Bilheteria
Inside Out estreou nos Estados Unidos e Canadá em 3 946 cinemas. Durante seu fim de semana de estréia, arrecadou 90,4 milhões de dólares nos Estados Unidos e Canadá, se tornando a segunda maior estréia para uma animação da Pixar. Inside Out arrecadou 356,9 milhões de dólares nos Estados unidos e Canadá e 501,9 milhões de dólares ao redor do mundo, para um total de mais de 858,9 milhões de dólares, se tornando o terceiro filme de maior bilheteria da Pixar.

### Crítica
Inside Out foi aclamado pela crítica especializada. O site Rotten Tomatoes reporta que 98% dos críticos deram um review positivo ao filme, baseado em uma amostra de 301 comentários, com uma nota média de 9/10; o consenso crítico diz: "Inventivo, maravilhosamente animado, e poderosamente comovente, Inside Out é outra excelente adição para a biblioteca de clássicos de animação da Pixar". No Metacritic, o filme obtém a pontuação 94/100 baseada em 48 críticas, indicando "aclamação universal". No IMDb, que é reservado para a avaliação do público, o filme tem uma nota de 8,3 de 10, baseado em mais de 239 mil avaliações.
Os críticos elogiaram o trabalho artesanal de Inside Out e a direção de Docter, descrevendo o filme como um "símbolo do retorno aos tempos áureos da Pixar". Peter Debruge (Variety), Kenneth Turan (Los Angeles Times) e Todd McCarthy (The Hollywood Reporter) elogiaram o filme; Debruge e Turan descreveram o filme como o melhor da Pixar, chamando-o de "sofisticado" e "audacioso"; Turan e Richard Brody (The New Yorker) citaram os visuais envolventes do filme, sua mensagem sobre o valor das emoções e a representação da imaginação de Riley; Debruge e Anthony Lane (também do The New Yorker) elogiaram sua originalidade. David Edelstein do website Vulture sugeriu que o filme fosse uma "nova pedra de toque da cultura pop". Apesar das boas críticas gerais, o crítico de cinema do The Guardian, Peter Bradshaw, e o comentarista da Slant Magazine, Christopher Gray, avaliaram o filme como ligeiramente inferior ao melhor da Pixar.

### Prêmios e indicações
Durante a 88ª edição do Óscar, Inside Out recebeu uma indicação para Melhor Roteiro Original (perdendo para Spotlight) e ganhou para Melhor Filme de Animação. O filme também foi indicado para quatorze Prêmios Annie (ganhando dez), dois BAFTAs (ganhando um), três Critics' Choice Movie Awards (ganhando um) e um Globo de Ouro (que venceu). Foi eleito um dos dez melhores filmes de 2015 pelo National Board of Review (onde também ganhou o prêmio de Melhor Filme de Animação) e pelo American Film Institute.

## Sequência
As discussões de uma sequência começaram em junho de 2015, já que Docter não tinha planos imediatos para isso e manifestou interesse em melhorar a quantidade de filmes originais da Pixar. Ele e a Pixar começaram a explorar uma possível sequência em janeiro de 2016. De acordo com o presidente da Pixar, Jim Morris, naquele ano, o compromisso da empresa com vários filmes originais impediu que sequências de qualquer um dos outros filmes da Pixar (incluindo Inside Out) fossem encomendadas naquela hora. Em setembro de 2022, durante a D23 Expo, a Disney e a Pixar anunciaram a sequência de animação para o verão de 2024. Amy Poelher retorna como alegria.  A sequência "seguirá a cabeça de Riley quando adolescente com novas emoções introduzidas". O filme está sendo dirigido por Kelsey Mann, produzido por Mark Nielsen e escrito por Meg LeFauve.
Divertida Mente 2 foi lançado em 14 de junho de 2024 nos Estados Unidos e em 20 de junho no Brasil.

## Série de TV
Uma série de televisão baseada em Divertida Mente foi desenvolvida pela Pixar. O co-roteirista de Soul, Mike Jones, foi responsável pelo desenvolvimento da série. Intitulada Dream Productions, a série estreou no Disney+ em 11 de dezembro de 2024.